# Karl Jug/Veröffentlichungen
Die folgende Zusammenstellung der Veröffentlichungen des Chemikers Karl Jug erfasst die wichtigsten seiner über 250 Publikationen. Die Auswahl ist nach Themengebieten geordnet.

## Veröffentlichungen
Grundlagen der Semiempirik
- Karl Jug: On invariant procedures in approximate SCF MO theories. In: International Journal of Quantum Chemistry. 3, 1969, S. 241–249, doi:10.1002/qua.560030727.
- Karl Jug: On the development of semiempirical methods in the MO formalism. In: Theoretica Chimica Acta. 14, 1969, S. 91–135, doi:10.1007/BF00528229
- Karl Jug: Operator equations in approximate molecular orbital theories. In: Theoretica Chimica Acta. 23, 1971, S. 183–194, doi:10.1007/BF00526431
- Karl Jug: Semiempirical extended Hartree-Fock theory. In: Theoretica Chimica Acta. 30, 1973, S. 231–242, doi:10.1007/BF00527614.
- Thomas Bredow, Karl Jug: Theory and range of modern semiempirical molecular orbital methods. In: Theoretical Chemistry Accounts. 113, 2005, S. 1–14, doi:10.1007/s00214-004-0610-3.

Semiempirische Methoden
SINDO
- Patrick. Coffey, Karl. Jug: Semiempirical Molecular Orbital Calculations and Molecular Energies. A New Formula for the Beta Parameter. In: Journal of the American Chemical Society. 95, 1973, S. 7575–7580, doi:10.1021/ja00804a600.

SINDO1
- D. N. Nanda, Karl Jug: SINDO1. A semiempirical SCF MO method for molecular binding energy and geometry I. Approximations and parametrization. In: Theoretica Chimica Acta. 57, 1980, S. 95–106, doi:10.1007/BF00574898.
- Karl Jug, Rüdiger Iffert, Joachim Schulz: Development and parametrization of sindo1 for second-row elements. In: International Journal of Quantum Chemistry. 32, 1987, S. 265–277, doi:10.1002/qua.560320209.
- Jian Li, Paulo Correa De Mello, Karl Jug: Extension of SINDO1 to transition metal compounds. In: Journal of Computational Chemistry. 13, 1992, S. 85–92, doi:10.1002/jcc.540130111.
- Karl Jug, Gerald Geudtner: Treatment of hydrogen bonding in SINDO1. In: Journal of Computational Chemistry. 14, 1993, S. 639–646, doi:10.1002/jcc.540140603.
- Bernd Ahlswede, Karl Jug: Consistent modifications of SINDO1: I. Approximations and parameters. In: Journal of Computational Chemistry. 20, 1999, S. 563–571, doi:10.1002/(SICI)1096-987X(19990430)20:6<563::AID-JCC1>3.0.CO;2-2.
- Bernd Ahlswede, Karl Jug: Consistent modifications of SINDO1: II. Applications to first- and second-row elements. In: Journal of Computational Chemistry. 20, 1999, S. 572–578, doi:10.1002/(SICI)1096-987X(19990430)20:6<572::AID-JCC2>3.0.CO;2-1.

MSINDO
- Karl Jug, Gerald Geudtner, Thorsten Homann: MSINDO parameterization for third-row main group elements. In: Journal of Computational Chemistry. 21, 2000, S. 974–987, doi:10.1002/1096-987X(200008)21:11<974::AID-JCC7>3.0.CO;2-X.
- Thomas Bredow, Gerald Geudtner, Karl Jug: MSINDO parameterization for third-row transition metals. In: Journal of Computational Chemistry. 22, 2001, S. 861–887, doi:10.1002/jcc.1051.

Atomladungen
- Karl Jug: A new definition of atomic charges in molecules. In: Theoretica Chimica Acta. 31, 1973, S. 63–73, doi:10.1007/BF00527439.
- K. Jug, Z.B. Maksić, The Meaning and Distribution of Atomic Charges in Molecules, Theoretical Models of Chemical Bonding, Part 3, 235-288, Ed. Z.B. Maksić, Springer: Heidelberg 1991, Print ISBN 978-3-642-63493-2, Online ISBN 978-3-642-58179-3 .

Thermische Reaktionen
- Patrick Coffey, Karl Jug: Semiempirical MO calculations on symmetry governed reactions. In: Theoretica Chimica Acta. 34, 1974, S. 213–224, doi:10.1007/BF00578418.
- Karl Jug: Quantum chemical methods and their applications to chemical reactions. In: Theoretica Chimica Acta. 54, 1980, S. 263–300, doi:10.1007/BF00552463.

Bindungsordnung
- Karl Jug: A maximum bond order principle. In: Journal of the American Chemical Society. 99, 1977, S. 7800–7805, doi:10.1021/ja00466a009.
- Karl Jug: A bond order approach to ring current and aromaticity. In: The Journal of Organic Chemistry. 48, 1983, S. 1344–1348, doi:10.1021/jo00156a038.
- Karl Jug: A unified treatment of valence and bond order from density operators. In: Journal of Computational Chemistry. 5, 1984, S. 555–561, doi:10.1002/jcc.540050608.

Valenz
- M. S. Gopinathan, Karl Jug: Valency. I. A quantum chemical definition and properties. In: Theoretica Chimica Acta. 63, 1983, S. 497–509, doi:10.1007/BF00552652.
- M. S. Gopinathan, Karl Jug: Valency. II. Applications to molecules with first-row atoms. In: Theoretica Chimica Acta. 63, 1983, S. 511–527, doi:10.1007/BF02394810.
- R. F. Nalewajski, A. M. Köster, K. .. Jug: Chemical valence from the two-particle density matrix. In: Theoretica Chimica Acta. 85, 1993, S. 463–484, doi:10.1007/BF01112985.

Angeregte Zustände
- P. C. Mishra, Karl Jug: Assignment of electronic transitions by geometry optimization. In: Theoretica Chimica Acta. 61, 1982, S. 559–579, doi:10.1007/BF00552669.

Aromatizität
- Karl Jug, Andreas M. Koester: Influence of .sigma. and .pi. electrons on aromaticity. In: Journal of the American Chemical Society. 112, 1990, S. 6772–6777, doi:10.1021/ja00175a005.
- Karl Jug, Andreas M. Köster: Aromaticity as a multi-dimensional phenomenon. In: Journal of Physical Organic Chemistry. 4, 1991, S. 163–169, doi:10.1002/poc.610040307.
- Alan R. Katritzky, Mati Karelson, Sulev Sild, T. Marek Krygowski, Karl Jug:   Aromaticity as a Quantitative Concept. 7. Aromaticity Reaffirmed as a Multidimensional Characteristic    . In: The Journal of Organic Chemistry. 63, 1998, S. 5228–5231, doi:10.1021/jo970939b.
- Alan R. Katritzky, Karl Jug, Daniela C. Oniciu: Quantitative Measures of Aromaticity for Mono-, Bi-, and Tricyclic Penta- and Hexaatomic Heteroaromatic Ring Systems and Their Interrelationships. In: Chemical Reviews. 101, 2001, S. 1421–1450, doi:10.1021/cr990327m.
- Karl Jug, Philippe C. Hiberty, Sason Shaik: sigma-pi Energy Separation in Modern Electronic Theory for Ground States of Conjugated Systems    . In: Chemical Reviews. 101, 2001, S. 1477–1500, doi:10.1021/cr990328e.

Elektrostatische Potentiale
- Andreas M. Köster, Christian Kölle, Karl Jug: Approximation of molecular electrostatic potentials. In: The Journal of Chemical Physics. 99, 1993, S. 1224, doi:10.1063/1.465366.
- Martin Leboeuf, Andreas M. Köster, Karl Jug, Dennis R. Salahub: Topological analysis of the molecular electrostatic potential. In: The Journal of Chemical Physics. 111, 1999, S. 4893, doi:10.1063/1.479749.

Photochemische Reaktionen
- Peter L. Mueller-Remmers, P. C. Mishra, Karl Jug: A SINDO1 study of photoisomerization and photofragmentation of cyclopentanone. In: Journal of the American Chemical Society. 106, 1984, S. 2538–2543, doi:10.1021/ja00321a009.
- Peter L. Mueller-Remmers, Karl Jug: SINDO1 study of photochemical reaction mechanisms of diazirines. In: Journal of the American Chemical Society. 107, 1985, S. 7275–7284, doi:10.1021/ja00311a009.

Cluster
- Karl Jug, Hans-Peter Schluff, Hans Kupka, Rüdiger Iffert: Structure and properties of small silicon and aluminum clusters. In: Journal of Computational Chemistry. 9, 1988, S. 803–809, doi:10.1002/jcc.540090802.
- Karl Jug, Bernd Zimmermann, Patrizia Calaminici, Andreas M. Ko    ster: Structure and stability of small copper clusters. In: The Journal of Chemical Physics. 116, 2002, S. 4497, doi:10.1063/1.1436465.

Simulation von Festkörpern durch Cluster
- Karl Jug, Gerald Geudtner: Binding energies and bond distances of ion crystal clusters. In: Chemical Physics Letters. 208, 1993, S. 537–540, doi:10.1016/0009-2614(93)87185-6.
- Thomas Bredow, Karl Jug: Cluster simulation of bulk properties for stoichiometric and non-stoichiometric rutile. In: Chemical Physics Letters. 223, 1994, S. 89–94, doi:10.1016/0009-2614(94)00408-0.

Adsorption und Katalyse an Festkörperoberflächen
- Karl Jug, Gerald Geudtner, Thomas Bredow: Theoretical investigations on adsorption at ion crystal surfaces. In: Journal of Molecular Catalysis. 82, 1993, S. 171–194, doi:10.1016/0304-5102(93)80031-O.
- Thomas Bredow, Karl Jug: Theoretical investigation of water adsorption at rutile and anatase surfaces. In: Surface Science. 327, 1995, S. 398–408, doi:10.1016/0039-6028(94)00851-5.
- Karl Jug, Thorsten Homann, Thomas Bredow:   Reaction Mechanism of the Selective Catalytic Reduction of NO with NH3 and O2 to N2 and H2O. In: The Journal of Physical Chemistry A. 108, 2004, S. 2966–2971, doi:10.1021/jp031113i.+

Polarisierbarkeiten
- Patrizia Calaminici, Karl Jug, A. M. Köster: Density functional calculations of molecular polarizabilities and hyperpolarizabilities. In: The Journal of Chemical Physics. 109, 1998, S. 7756, doi:10.1063/1.477421.
- Patrizia Calaminici, Andreas M. Köster, Alberto Vela, Karl Jug: Comparison of static polarizabilities of Cu, Na, and Li clusters. In: The Journal of Chemical Physics. 113, 2000, S. 2199, doi:10.1063/1.482033.

Zyklische Cluster
- Karl Jug, Hans-Peter Schluff, Hans Kupka, Rüdiger Iffert: Structure and properties of small silicon and aluminum clusters. In: Journal of Computational Chemistry. 9, 1988, S. 803–809, doi:10.1002/jcc.540090802.
- Karl Jug, Bernd Zimmermann, Patrizia Calaminici, Andreas M. Ko    ster: Structure and stability of small copper clusters. In: The Journal of Chemical Physics. 116, 2002, S. 4497, doi:10.1063/1.1436465.

Molekulardynamik
- Nisanth N. Nair, Thomas Bredow, Karl Jug: Molecular dynamics implementation in MSINDO: Study of silicon clusters. In: Journal of Computational Chemistry. 25, 2004, S. 1255–1263, doi:10.1002/jcc.20005.
- Karl Jug, Bettina Heidberg, Thomas Bredow: Molecular Dynamics Study of Water Adsorption Structures on the MgO(100) Surface. In: Journal of Physical Chemistry C. 111, 2007, S. 6846–6851, doi:10.1021/jp067651n.

Festkörper-Thermodynamik
- Florian Janetzko, Karl Jug: Miscibility of Zinc Chalcogenides. In: The Journal of Physical Chemistry A. 108, 2004, S. 5449–5453, doi:10.1021/jp040061+.